# Autoklav
Autoklav (lat. clavis: ključ) je naprava za zagrijavanje tvari pod tlakom na temperaturu višu od njihova vrelišta. Sastoji se od cilindrične metalne posude čvrstih stijenki, koja se hermetički zatvara, a povezana je s tlakomjerom, termometrom i uređajem za zagrijavanje. Služi za izvođenje kemijskih reakcija i za sterilizaciju različita materijala vodenom parom u medicinskoj uporabi. Prvi lonac za kuhanje pod tlakom konstruirao je 1679. D. Papin (Papinov lonac).